# Azaad Desh Ke Gulam
Azaad Desh Ke Gulam er en indisk film fra 1990 af S. A. Chandrasekhar.

## Medvirkende
- Rishi Kapoor som Vijay Shrivastav / Chanakya
- Rekha som Bharati Bhandari
- Jackie Shroff som Jai Kishan / Jamliya
- Prem Chopra som Narayan Das
- Pran som Ashok Bhandari
- Ashalata Wabgaonkar som Sharda Bhandari
- Ramesh Deo som Kishore Bhandari
- Rakesh Bedi som Constable Kulkarni / Daulatram